# Kuhmalahti
Kuhmalahti – dawne miasto i gmina w Finlandii. 1 stycznia 2011 przyłączone do gminy Kangasala.
Położone było w Finlandii Zachodniej, w regionie Pirkanmaa. W 2009 roku miasto miało powierzchnię 220,68 km² (52, 17 km² to wody). Mieszkało w nim 1 065 osób (stan na 30 czerwca 2009). Gęstość zaludnienia Kuhmalahti wynosiło 6,32 os./km².
Liczba mieszkańców miasta systematycznie malała. W 1924 roku w Kuhmalahti mieszkały 2 263 osoby.
Herb miasta został zaprojektowany przez Gustafa von Numersa i wprowadzony w 1961 roku